# Régimen polisinodial

Monarquía Hispánica durante la unión dinástica con Portugal.

Se denomina régimen polisinodial a la organización política vigente en la Monarquía Hispánica de los Austrias y eliminado a partir de la promulgación de los Decretos de Nueva Planta a principios del siglo XVIII. Este sistema organizó la administración central en un conjunto de órganos colegiados que recibieron el nombre de Consejos, ya existentes o creados ex novo.

## Organización
Su origen se remonta a la Edad Media en los órganos consultivos de las coronas de Castilla, Aragón y Navarra. El mecanismo de funcionamiento básico era la elevación de una consulta al monarca, quien resolvía según su parecer.
Los Consejos fueron de tres tipos:
1. Por un lado los que mantenían un ámbito competencial en todo el territorio del monarca, con indiferencia del reino: el Consejo de Estado, máximo órgano de asesoramiento presidido por el que lo fuera del Consejo Real de Castilla, el Inquisidor general y dos miembros del Consejo de Guerra, que era el segundo órgano consultivo, y el Consejo de la Inquisición.
2. Los Consejos con funciones de gobierno en determinados territorios: Consejo Real de Castilla —y dentro de este, por razón de la materia, se encontraban el Consejo de las Órdenes Militares, el Consejo de  Cruzada y el Consejo de Hacienda—, Consejo de Aragón, Consejo Real de Navarra, Consejos de Cámara de Castilla y de Indias, Consejo de Indias, Consejo de Italia, Consejo de Flandes y Consejo de Portugal. Por orden de jerarquía, los de Castilla y Aragón eran, por ese orden, los preeminentes.
3. Junto a los Consejos se encontraban las Juntas, de carácter menos importante y, en general, creadas para asuntos específicos y de duración determinada.

## Declive
Desde el comienzo de la Ilustración, se arrinconarían las instituciones de dicho sistema y se vaciarían de poder, para sustituirse por un régimen ministerial con la creación de los secretarios de Estado y del Despacho Universal, provocando la suplantación en esencia del estatus polisinodial representativo de la organización supraterritorial imperante. Los Consejos o sínodos, que no fueron eliminados y continuaron, actuaron, en la mayoría de casos, con carácter centralizador sobre todos los dominios del monarca, sin el protagonismo heterogéneo anterior, que implicaba sínodos según las diversas divisiones feudales que acogían al mismo soberano, adquiriendo este un mayor control y un aumento considerable de sus potestades; propiciándose así la transformación hacia un sistema absolutista. Los Consejos, muchos desvirtuados con respecto a su origen inicial, terminarían por desaparecer por completo durante el siglo xix, sustituyéndolo, al principio, la figura de la Junta Central Suprema reconocida por los constituyentes liberales, siendo este órgano la antesala del Consejo de Ministros creado durante el reinado de Isabel II.